# Michael J. Anderson
Michael J. Anderson (n. 31 octombrie 1953, Colorado, SUA) este un fost actor american. Acesta este cunoscut în special pentru rolul personajului The Man from Another Place⁠(d) din serialul de televiziune Twin Peaks și filmul prequel Twin Peaks - Ultimele șapte zile ale Laurei Palmer. De asemenea, l-a interpretat pe Samson Leonhart⁠(d) în serialul HBO Carnivàle.

## Biografie
Anderson suferă de o afecțiune genetică numită osteogeneză imperfectă⁠(d), boală caracterizată de fracturi frecvente la nivelul oaselor lungi.
Înainte de cariera de actor, Anderson a lucrat ca tehnician în domeniul informatic pentru Martin Marietta⁠(d) și NASA. A apărut într-un documentar din 1984 intitulat Little Mike: A Videoportrait of Michael Anderson.

## Cariera
Anderson a apărut în patru episoade al serialului Twin Peaks. Interpretând personajul The Man from Another Place, acesta este îmbrăcat într-un costum roșu și vorbește într-un mod neobișnuit. În timpul liceului, obișnuia să inverseze fonetic⁠(d) vorbirea pentru a comunica cu prietenii săi într-o limbă secretă⁠(d). A utilizat aceeași tehnică pentru personajul său, dialogul său fiind înregistrat și redat invers; Anderson și-a sincronizat apoi buzele cu înregistrarea inversată. Acesta apare pentru prima dată în visul criptic al agentului FBI Dale Cooper. Anderson apare în același rol în Twin Peaks - Ultimele șapte zile ale Laurei Palmer.
Anderson a interpretat un bărbat de înălțime medie în Calea misterelor cu ajutorul unei proteze. Din 2003 până în 2005, Anderson a făcut parte din distribuția din serialul Carnivàle.
În 2015, Anderson a fost rugat să-și reia rolul în al treilea sezon al serialului Twin Peaks, dar a refuzat. Personajul său apare în schimb ca o imagine generată de un computer, iar vocea sa este realizată de un actor necreditat. Când a fost întrebat cine a oferit vocea personajului CGI, producătorul executiv Sabrina Sutherland⁠(d) a răspuns: „Din păcate, cred că această întrebare ar trebui să rămână un mister și să nu primească un răspuns”. Între timp, Anderson s-a retras din actorie.

## Filmografie
| An        | Titlu                                 | Rol                                                                          | Note                                                 |
| --------- | ------------------------------------- | ---------------------------------------------------------------------------- | ---------------------------------------------------- |
| 1990      | Monsters                              | Household God                                                                | Episodul "Household Gods"                            |
| 1990–1991 | Twin Peaks                            | The Man from Another Place                                                   | 4 episoade                                           |
| 1992      | Picket Fences                         | Peeter Dreeb                                                                 | Episodul "Mr. Dreeb comes to Town"                   |
| 1993      | Star Trek: Deep Space Nine            | Rumpelstiltskin                                                              | Episodul "If Wishes Were Horses"                     |
| 1994      | Loadstar: The Legend of Tully Bodine  | Bartender #1                                                                 |                                                      |
| 1995      | The X-Files                           | Mr. Nutt                                                                     | Episodul "Humbug"                                    |
| 1998      | Maggie                                |                                                                              | Episodul "Ka-Boom"                                   |
| 1998      | Honey, I Shrunk the Kids: The TV Show | Omar                                                                         | Episodul "Honey, I've Joined the Bigtop"             |
| 1999      | The Phantom Eye                       | Doll Man/Carl                                                                |                                                      |
| 1999      | Port Charles                          | Peter Zorin                                                                  |                                                      |
| 2000      | This is How the World Ends            | Customer                                                                     | Rol cameo în episodul pilot nedifuzat al Gregg Araki |
| 2001      | Black Scorpion                        |                                                                              | Episodul "Crime Time"                                |
| 2001      | Snow White: The Fairest of Them All   | Sunday (Violet)                                                              |                                                      |
| 2005      | Carnivàle                             | Samson                                                                       | 24 de episoade                                       |
| 2006      | Charmed                               | Spiridușul O'Brian                                                           | 2 episoade                                           |
| 2010      | Cold Case                             | Nathaniel "Biggie" Jones                                                     | Episoduul "Metamorphosis"                            |
| 2011      | Adventure Time                        | Gummy (voce)                                                                 | Episodul "The Silent King"                           |
| 2012      | Transactions                          | A apărut alături de Jerry Seinfeld în reclama Acura ("Last Living Munchkin") | Difuzat în timpul evenimentului Super Bowl.(2012)    |
| 2013      | Scooby-Doo! Mystery Incorporated      | Dancing Man (voce) și Profesorul Horatio Kharon (voce)                       | Episoadele "Stand and Deliver" și "Nightmare In Red" |

### Film
| An   | Film                                                       | Rol                        |
| ---- | ---------------------------------------------------------- | -------------------------- |
| 1983 | Buddies                                                    | Thai Buyer                 |
| 1984 | Little Mike: A Videoportrait of Michael Anderson           | Himself                    |
| 1987 | The Great Land of Small                                    | Fritz/The King             |
| 1989 | Suffering Bastards                                         | Little Elvis               |
| 1989 | No Such Thing as Gravity                                   | Botanist                   |
| 1990 | Whatever Happened to Mason Reese                           | Sushi Chef                 |
| 1990 | Industrial Symphony No. 1: The Dream of the Broken Hearted | Lightman                   |
| 1991 | Mannequin Two: On the Move                                 | Jewel Box Bearer           |
| 1992 | Fool's Fire                                                | Hop-Frog                   |
| 1992 | Twin Peaks: Fire Walk with Me                              | The Man from Another Place |
| 1993 | Night Trap                                                 | Police Officer             |
| 1994 | Murder too Sweet                                           | Harry the Huckster         |
| 1995 | Caged Hearts                                               | John                       |
| 1996 | Street Gun                                                 | Lamar                      |
| 1997 | Warriors of Virtue                                         | Mudlap                     |
| 1998 | Club Vampire                                               | Kiddo                      |
| 1999 | Minimum Wage                                               | Zeke Bleak                 |
| 2001 | Mulholland Drive                                           | Mr. Roque                  |
| 2001 | Snow White: The Fairest of Them All                        | Sunday                     |
| 2003 | Sticky Fingers                                             | Irate Man                  |
| 2003 | Tiptoes                                                    | Bruno                      |
| 2004 | Big Time                                                   | Henri Blunderbore          |